# Adriana Ángeles Lozada
Pour les articles homonymes, voir Lozada.
Adriana Ángeles Lozada, communément nommée Adriana Angeles, est née le 19 janvier 1979 à Pachuca dans l'état d'Hidalgo au Mexique et vie avec ses enfants et son mari ancien footballeur professionnel. Elle a été la première judokate mexicaine qui a participé aux Jeux olympiques de Sydney en 2000,,.

## Titres en judo
- 1998 : médaille d'argent aux Jeux d'Amérique centrale et des Caraïbes (-52 kg)[1]
- 1999 : médaille de bronze aux Jeux panaméricains (-48 kg)[6]